# Kostel Nejsvětější Trojice (Velké Meziříčí)
Kostel Nejsvětější Trojice se nachází v areálu moráňského hřbitova v centru města Velké Meziříčí na Hřbitovní ulici. Kostel je filiálním kostelem římskokatolické farnosti Velké Meziříčí. Jde o hřbitovní kostel, který je v jádru gotickou jednolodní stavbou s trojbokým závěrem kněžiště, součástí kostela je zvonice s cibulovou bání. Kostel byl výrazně upraven v polovině 16. století a později dále upravován. Kostel je spolu se hřbitovem, ohradní zdí s brankou a branou, litinovým křížem a poklonou Panny Marie chráněn jako kulturní památka České republiky.

## Historie
Hřbitov byl založen jako morový kolem roku 1549, kostel pak byl postaven na příkaz a na náklady Zikmunda Heldta z Kementu. K vysvěcení kostela došlo v roce 1555, vždy sloužil jako hřbitovní, jen v 16. století sloužil jako farní kostel katolické menšiny v době, kdy původně farní kostel svatého Mikuláše přešel do rukou nekatolíků. V roce 1718 byl nad hlavní oltář instalován obraz Nejsvětější Trojice, jehož autorem je Karel František Töpper. V 17. století došlo k velké rekonstrukci a přestavbě kostela, později pak byl na moráňský hřbitov přenesen původní městský hřbitov z míst okolo kostela svatého Mikuláše. Ke konci druhé světové války byl hřbitov poškozen bombardováním a přestal být používán. V roce 2005 byl kostel rekonstruován.
Na památkově chráněném hřbitově jsou pohřbeny významné osobnosti primárně z Velkého Meziříčí, jsou jimi např. Vladimír Čech, Titus Krška, Josef Škoda a další.

## Odkazy

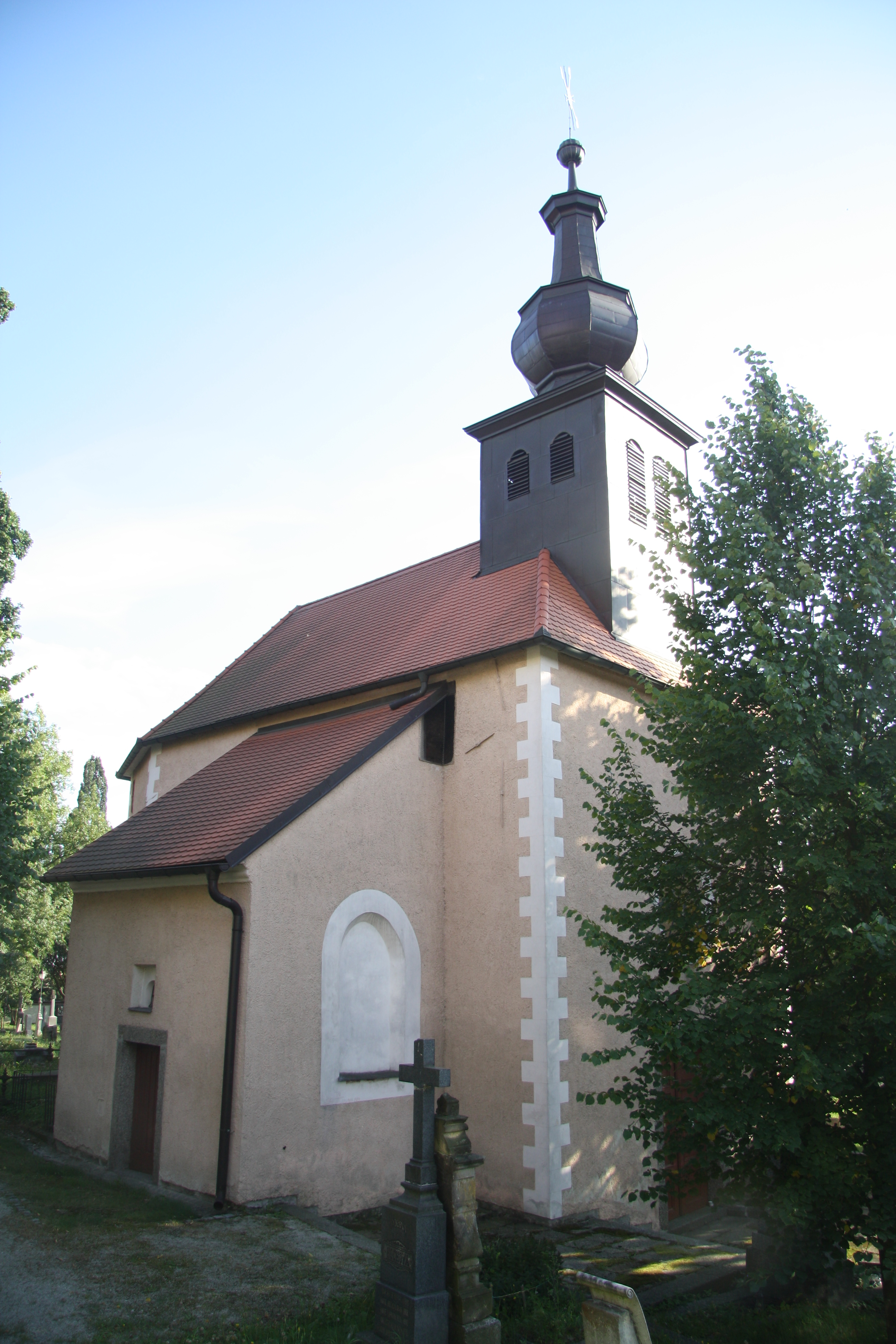
Pohled na kostel